# Eduardo Jorge Martins Alves Sobrinho
Eduardo Jorge Martins Alves Sobrinho (Salvador, 26 de octubre de 1949), más conocido como Eduardo Jorge, es un médico sanitarista y político brasileño, afiliado al Partido Verde desde 2005.

## Biografía y carrera política
Estudió medicina en la Universidad Federal de Paraíba, en João Pessoa, entre 1968 y 1973. Se especializó en Medicina Preventiva, en la Universidad de São Paulo (USP), entre 1974 y 1975, y en Salud Pública, también en la USP, en 1976.
Militó en el movimiento estudiantil y en el PCBR, en João Pessoa, a partir de 1968. Preso y procesado dos veces (en João Pessoa, entre 1969 y 1970, y en São Paulo, entre 1973 y 1974), en base a la Ley de Seguridad Nacional. Actuó en movimientos populares en la periferia de São Paulo, a partir de 1974, y organizó los primeros consejos populares de salud, en 1978. Trabajó como médico sanitarista de la Secretaría de Salud del Estado de São Paulo.
Fue diputado estatal y federal por el Partido de los Trabajadores en varias legislaturas, de 1983 a 2003. En 1991, propuso la remoción de las marcas comerciales de medicamentos, un puntapié inicial para los futuros medicamentos genéricos. Sin embargo, divergencias con el partido que ayudó a fundar lo llevaron a afiliarse al Partido Verde en 2004.
Es coautor de la legislación constitucional sobre Seguridad Social (Salud, Previsión y Asistencia Social) y autor o coautor de leyes brasileñas que regulan los medicamentos genéricos, la planificación familiar y la esterilización voluntaria; de las leyes de vinculación de recursos presupuestarios para el SUS y de restricción al uso del amianto, así como de la ley orgánica de la asistencia social.
Fue dos veces Secretario municipal de Salud de São Paulo: en el gobierno de Luiza Erundina, entre 1989 e 1990, y al inicio de la gestión de Marta Suplicy, de 2001 a 2002, y secretario de Medio Ambiente en las gestiones de José Serra y Gilberto Kassab.[cita requerida]

## Elecciones de 2014
Fue candidato a presidente de la República en la elección presidencial en 2014. Se acabó volviendo meme durante su campaña presidencial, por decir varias frases divertidas en los debates, como "No tengo nada que ver con eso". Se quedó en 6º lugar, con el 0,61% de los votos (630.099).
Como prometió desde el inicio de su candidatura, él y el Partido Verde no quedaron neutrales en la segunda vuelta de las elecciones de 2014; y apoyaron al candidato del PSDB (Aécio Neves), después de una nota en su sitio oficial, explicando la decisión.

## Elecciones de 2018
El 2 de agosto de 2018, el PV confirmó el nombre de Eduardo Jorge como candidato a vicepresidente en las elecciones 2018 en la fórmula de Marina Silva. Después de la derrota de su placa, y con el advenimiento de la segunda vuelta de las elecciones, marcado por la disputa entre el Partido de los Trabajadores y el Partido Social Liberal, Eduardo Jorge discrepó de la posición de Marina Silva de declarar su apoyo al Partido de los Trabajadores, por lo tanto decidió optar por la neutralidad.